# Pianeta circumbinario

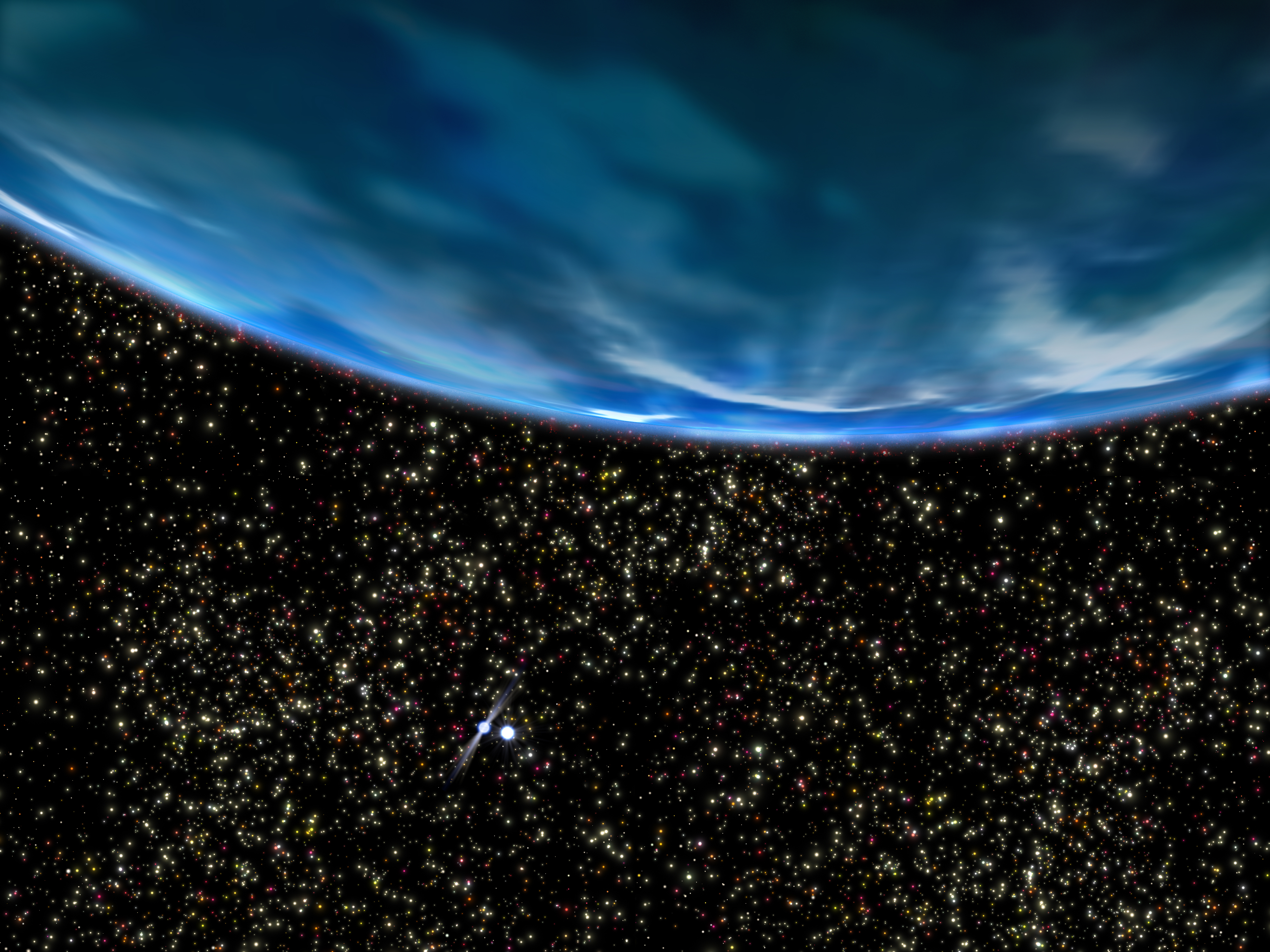
Una rappresentazione artistica del pianeta che orbita attorno a PSR B1620-26, un sistema binario costituito da una pulsar ed una nana bianca che si trova nell'ammasso globulare M4.

Si definisce pianeta circumbinario un pianeta che orbita attorno ad entrambe le componenti di un sistema binario piuttosto che intorno ad una sola.

## Pianeti confermati

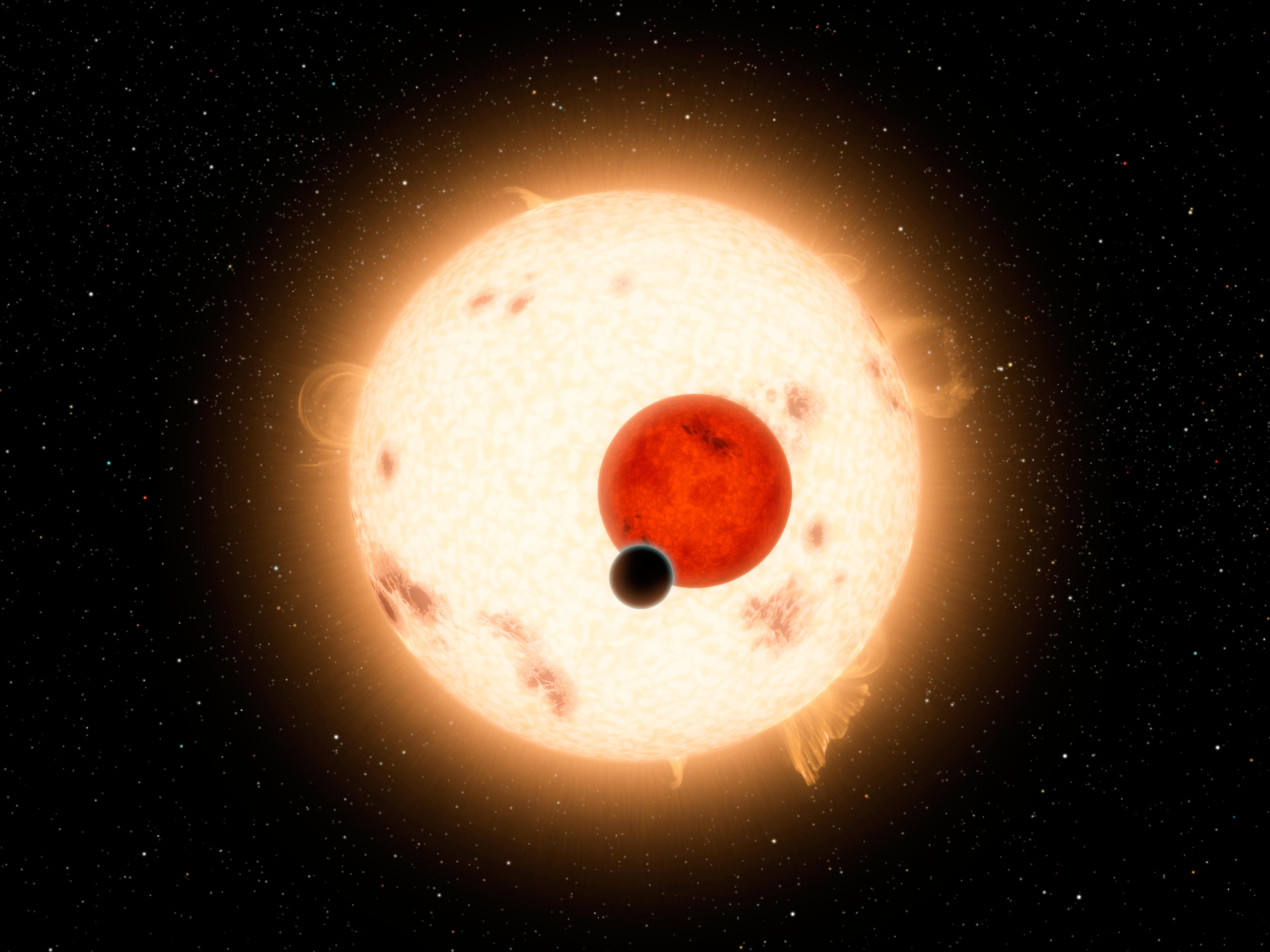
Rappresentazione artistica del sistema di Kepler-16.

Il primo sistema planetario circumbinario è stato scoperto in orbita attorno al sistema di PSR B1620-26, coppia costituita da una pulsar millisecondo ed una nana bianca situata all'interno dell'ammasso globulare M4, visibile nella costellazione dello Scorpione. L'esistenza di un terzo corpo in orbita attorno alle due stelle degeneri era stata suggerita per la prima volta nel 1993, ma furono necessari cinque anni di osservazioni per comprendere che si trattava di un pianeta. Nel 2003 il pianeta, ribattezzato PSR B1620-26 (AB)b, fu caratterizzato nei suoi principali parametri fisici: possiede una massa di circa 2,5 volte la massa di Giove e si colloca in un'orbita lievemente eccentrica con semiasse maggiore di circa 23 unità astronomiche (UA).
Un altro sistema circumbinario è stato scoperto nel 2008 attorno alla binaria a eclisse HW Virginis, costituita da una subnana di tipo B e da una nana rossa. Il sistema è costituito da due pianeti di massa rispettivamente 8,47 e 19,23 volte la massa di Giove, che possiedono periodi orbitali di 9 e 16 anni. Il pianeta più esterno possiede una massa sufficientemente elevata perché possa esser considerato una nana bruna secondo alcune definizioni del termine, anche se gli scopritori sostengono che, data la configurazione orbitale, l'oggetto si sarebbe formato come i normali giganti gassosi all'interno di un disco protoplanetario circumbinario. Inoltre, entrambi i pianeti potrebbero aver accresciuto ulteriore massa mentre la stella primaria, la subnana di tipo B, perdeva materia durante la propria fase di gigante rossa.
Il 17 settembre 2011 è stata annunciata la scoperta di Kepler-16 (AB)b, un pianeta di massa simile a quella di Saturno, che orbita attorno alla coppia binaria Kepler-16 con un periodo di rivoluzione di 226 giorni. Il pianeta è stato scoperto tramite il telescopio spaziale Kepler della NASA, che si è servito del metodo del transito: si è vista infatti una diminuzione di luminosità di una delle componenti del sistema anche quando questa non viene eclissata dall'altra. Inoltre, i transiti del pianeta hanno consentito di misurare con particolare accuratezza i parametri orbitali e le masse delle componenti del sistema.

## Altri studi

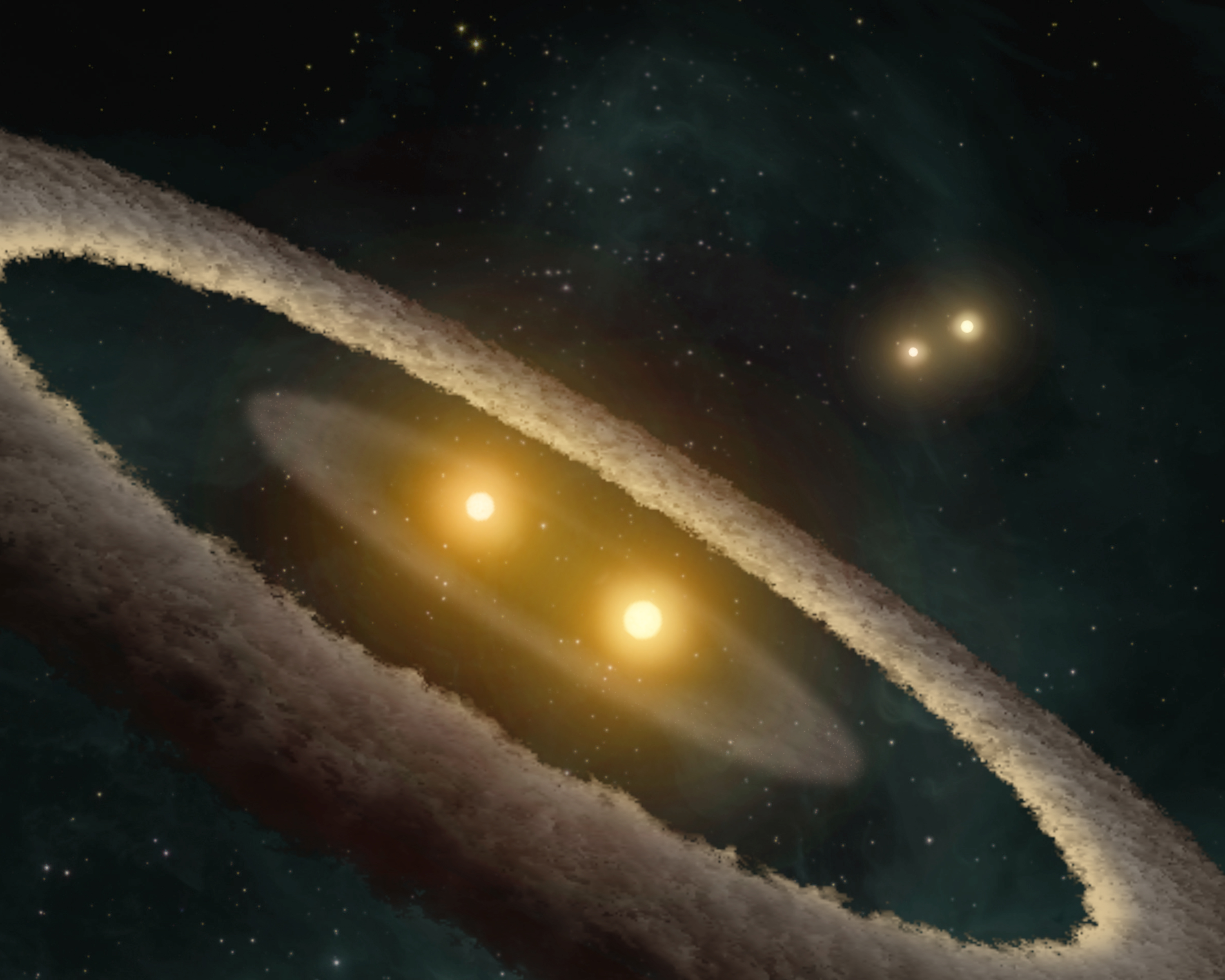
Il sistema binario di HD 98800 B è circondato da un probabile disco protoplanetario; la coppia HD 98800 B fa parte a sua volta di un sistema stellare quadruplo.

La scoperta di un pianeta tramite il microlensing gravitazionale attorno alla binaria stretta MACHO-1997-BLG-41 è stata annunciata nel 1999; la scoperta del pianeta, che percorrerebbe un'orbita piuttosto ampia attorno alla coppia centrale di nane rosse, è stata però successivamente ritrattata, dal momento che le anomalie che hanno portato a pensare alla presenza del pianeta sarebbero in realtà dovute più propriamente al moto orbitale delle due componenti del sistema binario.
Sono stati fatti diversi tentativi per cercare di individuare dei pianeti attorno alla binaria a eclisse CM Draconis, a sua volta parte del sistema triplo GJ 630.1. La binaria è stata sorvegliata per cercare di individuare eventuali transiti planetari, ma finora non sono state effettuate scoperte degne di nota. Più recentemente gli sforzi si sono concentrati sull'individuazione di variazioni nel cronometraggio delle eclissi in un sistema binario causate dalle interazioni con un pianeta orbitante, anche se finora nessuna scoperta è stata confermata. La presenza di anomale eccentricità orbitali nelle binarie strette è qualcosa di inaspettato, dal momento che le forze di marea dovrebbero rendere le orbite quasi perfettamente circolari; un simile fenomeno potrebbe essere indice della presenza in orbita attorno alla coppia di un pianeta massiccio o addirittura di una nana bruna, che esercita l'attrazione gravitazionale necessaria per mantenere l'eccentricità delle orbite stellari.
La presenza di dischi circumbinari con caratteristiche protoplanetarie è piuttosto comune attorno a binarie le cui componenti sono separate da meno di 3 UA. Un esempio degno di nota è costituito dal sistema di HD 98800, un sistema quadruplo costituito da due coppie di stelle binarie separate da circa 34 UA; il subsistema HD 98800 B, che consiste di due stelle di 0,70 e 0,58 masse solari che orbitano attorno al baricentro del sistema secondo un'orbita altamente eccentrica di semiasse maggiore pari a 0,983 UA, è circondato da un complesso disco di polveri costantemente modellato dagli effetti gravitazionali esercitati dalle orbite stellari mutualmente inclinate ed eccentriche. L'altra binaria che costituisce il sistema, HD 98800 A, non è invece associata a significative quantità di polveri.

## Lista di pianeti circumbinari

### Pianeti confermati
| Sistema stellare | Pianeta | Massa minima (MJ) | Semiasse maggiore (UA) | Periodo orbitale (anni) | Anno scoperta |
| ---------------- | ------- | ----------------- | ---------------------- | ----------------------- | ------------- |
| PSR B1620-26     | c       | 2,5               | 23                     | 100                     | 2003          |
| HD 202206        | c       | 2,44              | 2,55                   | 3,79                    | 2005          |
| HW Virginis      | c       | 8,47 ± 0,42       | 3,62 ± 0,52            | 9,08 ± 0,22             | 2008          |
| HW Virginis      | b       | 19,23 ± 0,24      | 5,30 ± 0,23            | 15,84 ± 0,14            | 2008          |
| DP Leonis        | b       | 6,28 ± 0,58       | 8,6                    | 23,8                    | 2009          |
| NN Serpentis     | c       | 6,91 ± 0,54       | 5,38 ± 0,20            | 15,50 ± 0,45            | 2010          |
| NN Serpentis     | d       | 2,28 ± 0,38       | 3,39 ± 0,10            | 7,75 ± 0,35             | 2010          |
| Kepler-16        | b       | 0,333 ± 0,016     | 0,7048 ± 0,0011        | 0,6266 ± 0,0001         | 2011          |
| NY Virginis      | b       | 2,3 ± 0,3         | 3,3                    | 7,9                     | 2011          |
| RR Caeli         | b       | 4,2 ± 0,4         | 5,3 ± 0,6              | 11,9                    | 2012          |
| Kepler-34        | b       | 0,220 ± 0,0011    | 1,0896 ± 0,0009        | 0,7908 ± 0,0002         | 2012          |
| Kepler-35        | b       | 0,127 ± 0,02      | 0,603 ± 0,001          | 0,3600 ± 0,1            | 2012          |
| Kepler-38        | b       | 0,38              | 0,4644 ± 0,0082        | 0,289                   | 2012          |
| Kepler-47        | b       | —                 | 0,2956 ± 0,0047        | 0,136                   | 2012          |
| Kepler-47        | c       | —                 | 0,989 ± 0,016          | 0,83                    | 2012          |
| Kepler-64        | b       | 0,11 ± 0,3        | 0,634 ± 0,011          | 0,379                   | 2012          |
| Kepler-1647      | b       | 1,52              | 2,72                   | 1107,6                  | 2016          |
| TOI-1338         | b       | —                 | —                      | 0,260                   | 2021          |
|                  | c       | 0,2               |                        | 0,671                   | 2023          |
| TIC 172900988    | b       | 2,65              |                        | 195± 7                  | 2021          |

### Non confermati o dubbi
| Sistema stellare  | Pianeta | Massa minima (MJ) | Semiasse maggiore (UA) | Periodo orbitale (anni) | Anno scoperta |
| ----------------- | ------- | ----------------- | ---------------------- | ----------------------- | ------------- |
| MACHO-1997-BLG-41 | b       | ~3                | ~7                     | ?                       | 1999          |

## Nella fantascienza
- Nella serie Star Wars, il pianeta Tatooine orbita attorno a un sistema binario stretto.
- Nella serie Doctor Who, il pianeta Gallifrey è circumbinario.
- In Star Fox, i pianeti orbitano attorno alla coppia Lylat e Solar, due nane rosse di classe M.
- Ne I regni di Nashira, tetralogia di romanzi fantasy di Licia Troisi, l'ambientazione è su un pianeta circumbinario.
- Il pianeta Solaris, nel romanzo omonimo di Stanisław Lem, orbita attorno a un sistema binario. Dal romanzo sono stati tratti due film, il primo nel 1972 diretto da Andrej Tarkovskij, il secondo nel 2002 diretto da Steven Soderbergh.